# 南極探險的英雄時代
南極探險的英雄時代（英語：Heroic Age of Antarctic Exploration）是指十九世紀末至二十世紀初期對南極大陸的探險。與現代相比，當時前往南極大陸的探險隊需要面對運輸方式、物資、疾病等巨大挑戰；在這期間總共17次來自各國的探險遠征當中，有19人於途中喪命。儘管如此，這些遠征隊伍依然達成許多成就，其中以挪威探險家羅阿爾·阿蒙森的遠征最為知名：他率領的遠征隊於1911年12月抵達南極點，是人類有記錄首次抵達地理南極。

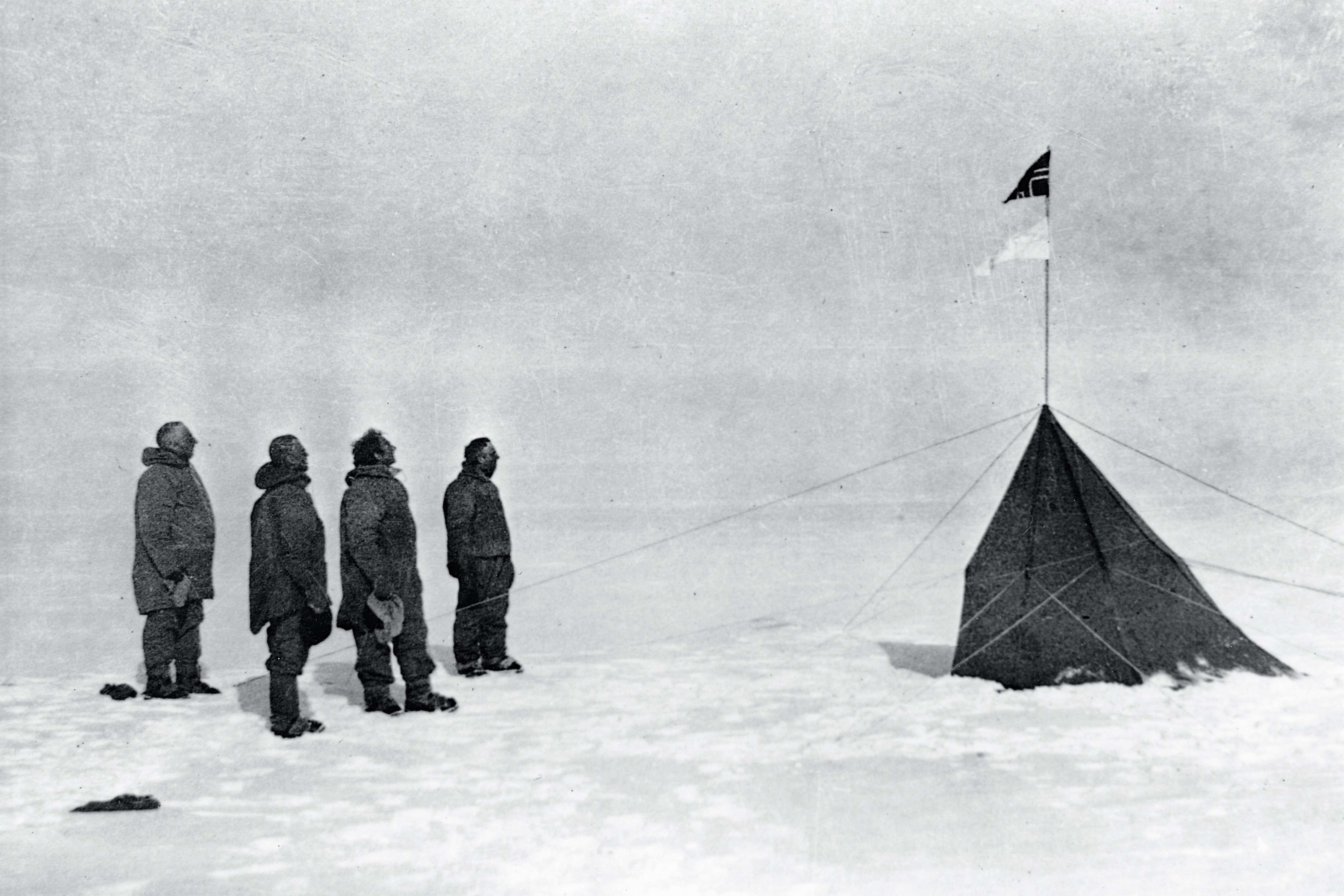
阿蒙森探險隊於南極點，1911年

## 遠征
- 比利時南極遠征（英语：Belgian Antarctic Expedition），1897年－1899年
- 南十字號遠征（英语：Southern Cross Expedition）（英國），1898年－1900年
- 高斯號遠征（德國），1901年－1903年
- 瑞典南極遠征，1901年－1903年
- 發現號遠征（英國），1901年－1904年
- 蘇格蘭南極遠征（英语：Scottish National Antarctic Expedition），1902年－1904年
- 第三次法國南極遠征，1904年－1907年
- 尼姆羅德考察隊（英國），1907年－1909年
- 第四次法國南極遠征，1908年－1910年
- 日本南極遠征，1910年－1912年
- 阿蒙森南極探險隊（挪威），1910年－1912年
- 新地探險（英國），1910年－1913年
- 第二次德國南極遠征（英语：Second German Antarctic Expedition），1911年－1913年
- 澳洲南極遠征（英语：Australasian Antarctic Expedition），1911年－1914年
- 大英帝國橫越南極遠征，1914年－1917年
- 羅斯海支隊（英國），1914年－1917年
- 沙克爾頓-羅威特遠征（英语：Shackleton–Rowett Expedition）（英國），1921年－1922年